# Balsamo (abate)
Balsamo (... – Cava de' Tirreni, 24 novembre 1232) è stato l'11º abate della Badia di Cava ed è venerato come beato dalla Chiesa cattolica.

## Biografia
Eletto abate della Badia di Cava
il 10 marzo 1208, forse su designazione del suo predecessore, Pietro II; fu uomo di lettere e resse con saggezza il monastero per circa 24 anni fino al 1232. Oltre ad essere un buon pastore, Balsamo fu un accorto amministratore e riuscì a recuperare, durante il suo abbaziato, parte dei beni che la comunità monastica cavense aveva perduto in precedenza a causa dei turbamenti politici e sociali che assillavano il regno di Sicilia. Balsamo dopo la sua elezione si rivolse al Papa Innocenzo III, che governava il regno di Sicilia quale tutore del minore Federico II, per ottenere una bolla che gli consentì poi di recuperare più agevolmente i beni perduti del monastero cavense.
Nel settembre del 1209, essendo divenuto Federico II, maggiorenne, Balsamo raggiunse il nuovo imperatore a Messina per chiedergli protezione per l’ordo cavensis. L'imperatore provò simpatia per l'abate letterato che nominò, in considerazione della sua onestà, fedeltà e prudenza giustiziere a vita su tutti gli uomini e il territorio a lui soggetto che costituiva un vero e proprio feudo con fittissime diramazioni in Campania, Basilicata, Calabria e Puglia.
L'abate Balsamo rimase fedele all'imperatore Federico II, anche quando questi, per ragioni politiche, nel 1228 fu scomunicato dal papa Gregorio IX.
L'abate Balsamo, attorniato dal fervore religioso che regnava nel monastero, morì il 24 novembre 1232 e fu sepolto di fronte alla grotta di Sant'Alferio. Nel  1675 il corpo di Balsamo fu riesumato e ricomposto in un'apposita e preziosa urna in occasione dell'anno giubilare. Le sue reliquie ora riposano sotto l'altare di Santa Felicita, prima dedicato a Santa Scolastica,
Il nome dell'abate Balsamo è legato a quello del paese di Balsamo, oggi quartiere di Cinisello Balsamo. Non si sa quale sia la vera origine di questo legame ma di sicuro esiste un rapporto, se non altro di devozione, tra il beato e questa località del milanese, che lo festeggia ancora oggi la seconda domenica di maggio.
Proprio a causa di questo intimo legame, nel santuario di San Martino in Balsamo, a Cinisello Balsamo, sono attualmente conservati una reliquia e la tibia donata dall'abate Ildefonso Rea dei Benedettini di Cava de' Tirreni il 25 marzo 1935 alla comunità balsamese, recatasi in pellegrinaggio in quei luoghi. In quell'occasione i balsamesi in visita avevano fatto dono all'abbazia di un dipinto raffigurante il beato Balsamo, opera del pittore Leopoldo Carelli. La reliquia conservata a Balsamo era stata invece ricevuta dal cardinale di Milano Ildefonso Schuster, che ne aveva fatto dono a don Emlio Griffini, allora parroco di San Martino, che tanto si era interessato in merito. Proveniente comunque anch'essa dall'abbazia di Cava de' Tirreni, venne racchiusa in un prezioso reliquiario donato appositamente dal marchese Camillo Casati Stampa di Soncino (1877-1946), stimato balsamese.